# Christian Kramp
Christian Kramp (8. července 1760 – 13. května 1826) byl francouzský matematik.

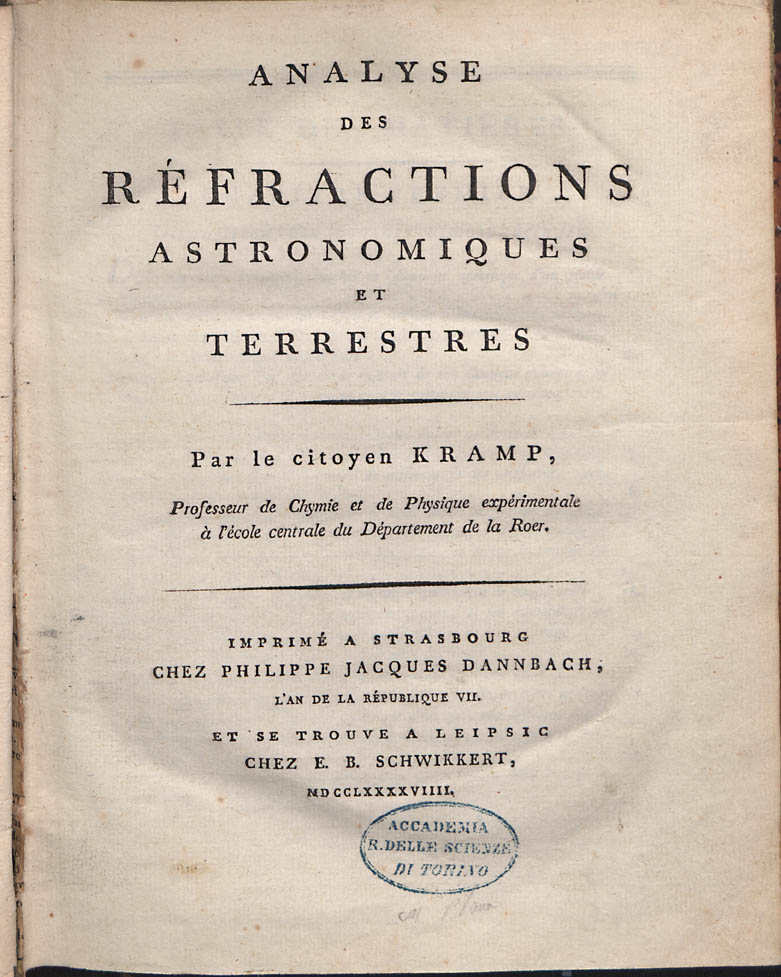
Analyse des réfractions astronomiques et terrestres, 1799

Jeho otec byl gymnaziální učitel ve Štrasburku. Kramp vystudoval medicínu a napsal mnoho medicínských publikací. Sám působil v Porýní. Zajímal se ale také o jiné vědy. V roce 1793 publikoval dílo o krystalografii.
V roce 1795 se stal profesorem na Kolínské univerzitě, učil zde předměty chemie, fyzika a matematika. Profesorem matematiky ve Štrasburku se stal v roce 1809. A v roce 1817 byl zvolen do Francouzské akademie věd do oddělení geometrie.
Byl první, kdo použil označení n! pro zápis faktoriálu (Elements d'arithmétique universelle, 1808).